# Елизавета Вандомская
Елизавета де Бурбон-Вандом (16 августа 1614, Париж — 19 мая 1664, Париж) — дочь Сезара де Вандома, внучка Генриха IV, короля Франции.

## Биография
Елизавета родилась в Париже. Её отцом был Сезар де Вандом, внебрачный сын Генриха IV и его официальной любовницы Габриэль д’Эстре. Матерью — Франсуаза Лотарингская, дочь Филиппа Эммануэля, герцога де Меркёра, участника католической лиги, и, как следствие, противника Генриха IV.
До замужества именовалась мадемуазель де Вандом. Елизавета была средней из троих детей, имея двух братьев: Франсуа де Бофора и Людовика де Вандома, чья жена Лаура была племянницей кардинала Мазарини. Брат и невестка Елизаветы были родителями прославленного военачальника Луи Жозефа де Вандом.

## Брак
11 июля 1643 года в Лувре мадемуазель де Вандом вышла замуж за принца Карла-Амадея Немурского. В семье родились две дочери, ставшие впоследствии герцогиней Савойи и королевой Португалии. Кроме них у Елизаветы было три сына, скончавшихся в младенчестве.
В 1652 году муж Елизаветы был убит на дуэли её собственным братом Франсуа де Бофором. Сама же Елизавета скончалась в Париже. Она сумела обеспечить наследование земель своими дочерьми, но титулы погибшего мужа перешли к другим членам семьи.